# David Zane Mairowitz
David Zane Mairowitz, född 30 april 1943 i New York, är en amerikansk författare och redaktör som sedan 1966 är bosatt i Storbritannien. Han är framför allt känd som författare till en rad prisbelönta radiopjäser och för sina introduktionsböcker till bland annat Franz Kafkas verk. Han var en av den brittiska undergroundtidningen ITs grundare på 1960-talet.

## Biografi
Mairowitz studerade engelsk litteratur och filosofi vid Hunter College i New York, och dramatik vid University of California. Hans verk består blanda annat av pjäser för teater och radio samt av böcker och artiklar om litteratur och författare. Mairowitzs radiopjäser har sänts i flera europeiska länder och han har tilldelats flera europeiska utmärkelser för sin radiodramatik. Han har tillsammans med den amerikanske serietecknaren Robert Crumb gjort en illustrerad bok om Kafka, tänkt som en introduktion till författarens verk, och med andra illustratörer liknande introduktioner till Albert Camus och Wilhelm Reichs verk.
1966 flyttade Mairowitz till England där han har var verksam som frilansskribent. Han var såväl redaktör för som en av grundarna till undergroundtidningen International Times (senare bara IT) som började sin utgivning i London samma år. Idag bor han i Berlin och i Avignon.

## Verk

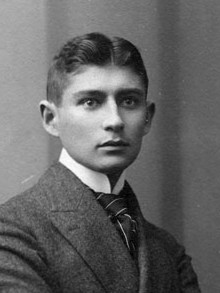
Franz Kafka, en av de författare Mairowitz skrivit om. Foto från 1906.

### Radioteater och annan dramatik
- The Law Circus (1969)
- Flash Gordon and the Angels (1971)
- Landscape of Exile (1981)
- Azari's Aerial Theatre (1983)
- Silent Wing (1984)
- Mock Manoeuvres (1986)
- Chopin's Piano (1988)
- Maker of Angels (1989)
- The Stalin Sonata (1989)
- Fragments in a Vulgar Tongue (1990)
- Dictator Gal (1992)
- Laura Singer (1994)
- Dark Orphan (1995)
- The Voluptuous Tango (1994)
- Case Study - Joan of Arc 2 (1998)
- I Bought Juan & Evita Peron's Custom Ferrari (1999)
- The 78s (2000)
- Sherlock Holmes meets Karl Marx (2001)
- Williwaw (2003)

### Övrigt
- BAMN: Outlaw Manifestos and Ephemera 1965-70 (1971), red. med Peter Stansill.
- The Radical Soap Opera: Roots of Failure in the American Left (1974).
- Reich for beginners Illustrerad av German Gonzalez (1990).
- Kafka for Beginners, eller Introducing Kafka (1993). Illustrerad av Robert Crumb.
- Introducing Camus. Illustrerad av Alain Korkos.

## Svenska översättningar
- Crumb, Robert och Mairowitz, David Zane (1998) Kafka. Översättning Hans Blomqvist och Erik Ågren. Textning Jan-Erik Höglund. Lund: Bakhåll ISBN 91-7742-157-4

## Priser och utmärkelser
- 1989 Gilles Cooper Award för bästa radioteaterpjäs
- 1996 Prix Ostankino
- 1997 Prix d'Italia (specialpris för radiodramatik)
- 1997 Sony Gold Award
- 2002 Grandprix Marulic Documentary Award
- 2005 Prix Europa för bästa europeiska radioteaterpjäs 2005